# Bavoir
Pour les articles homonymes, voir bavette.

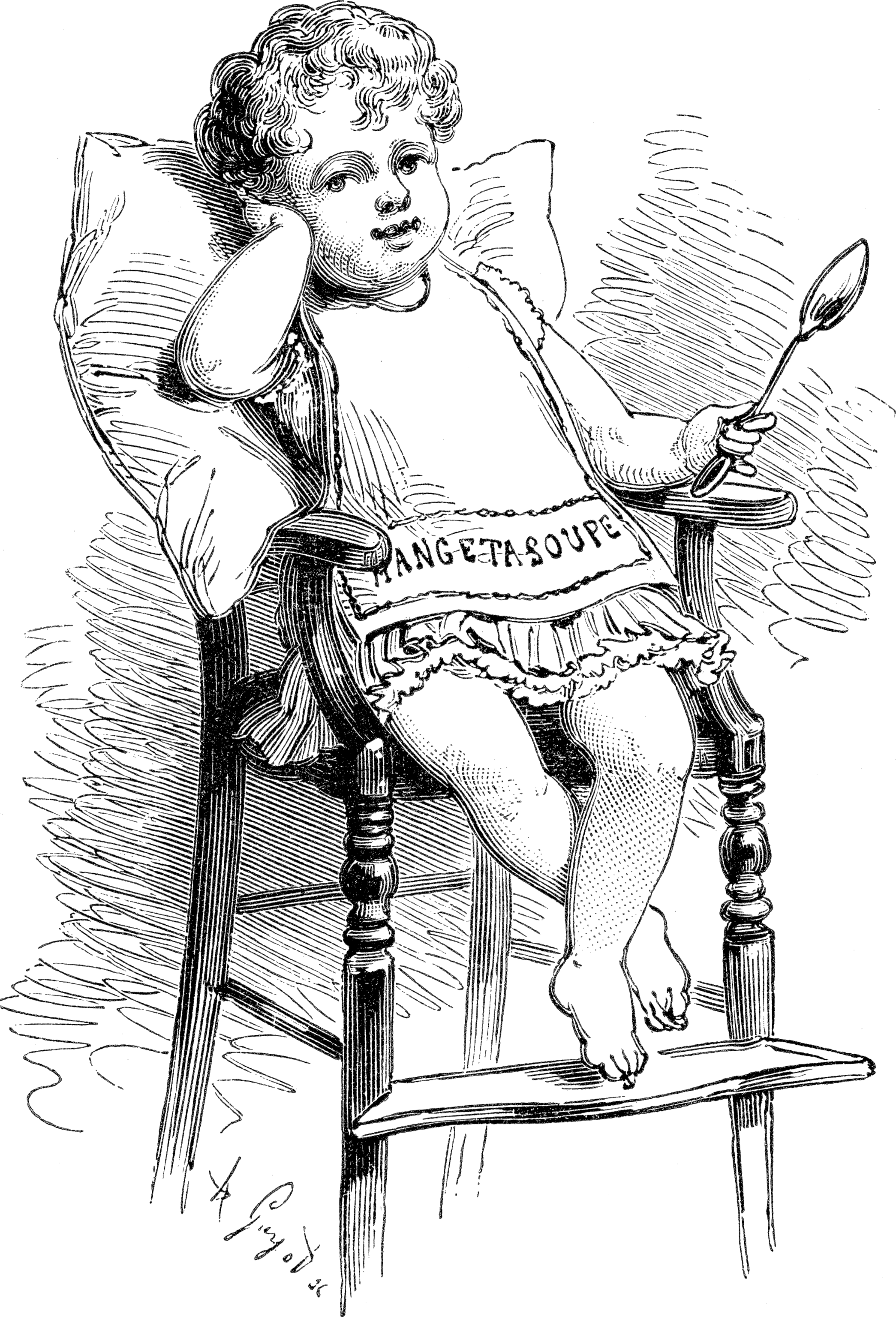
Bavoir dans le Catalogue général des Grands Magasins du Louvre (Paris) vers 1890

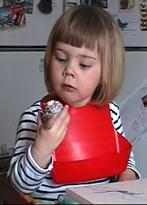
Bavoir en plastique rigide

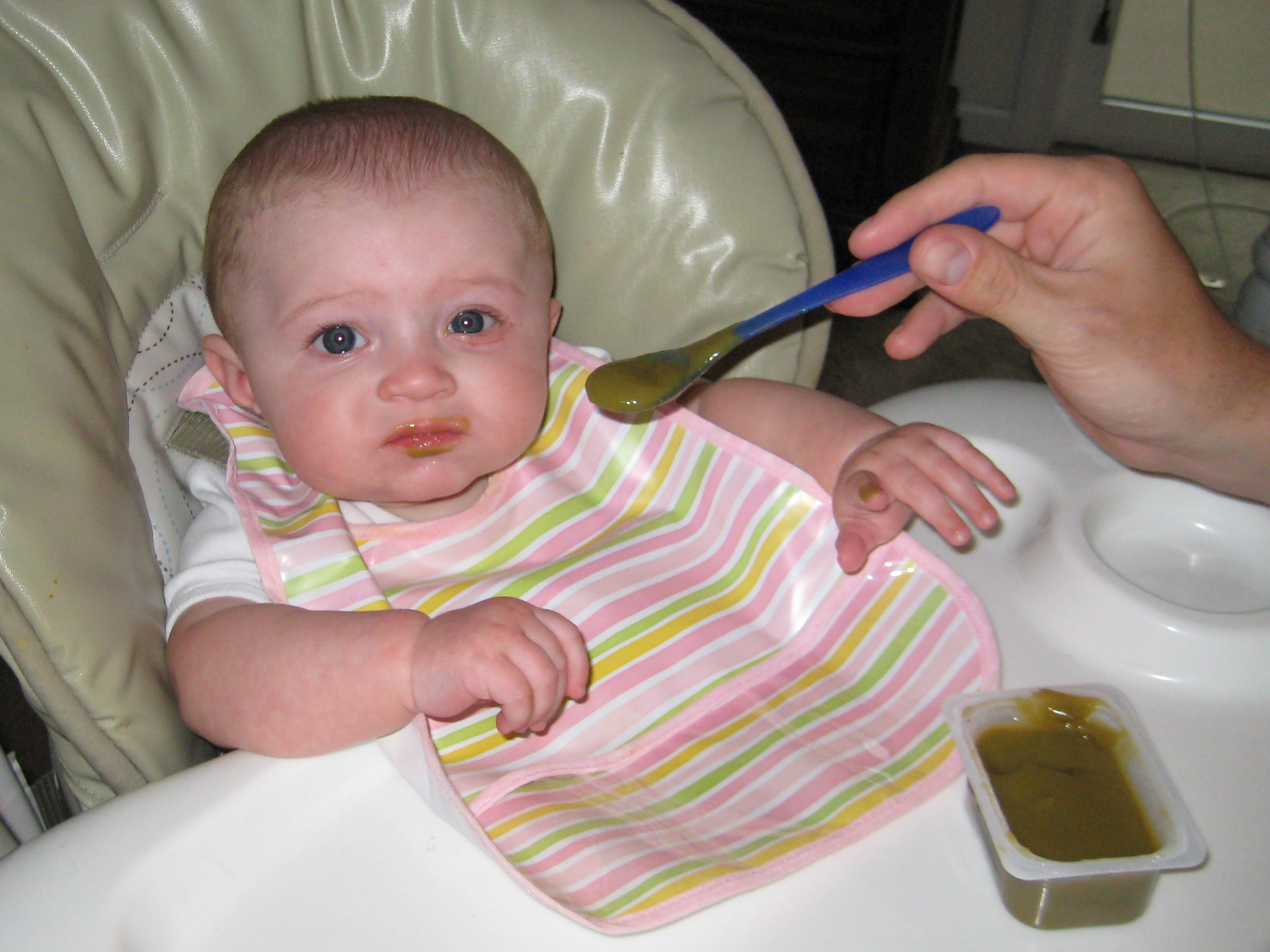
Bavoir en plastique souple

Un bavoir, ou bavette, est un accessoire pour bébé et enfant. Un bavoir peut être utilisé dès la naissance pour protéger les vêtements de bébé de la bave ou des régurgitations. Un bavoir se porte sur la poitrine pour protéger les vêtements de l'enfant et éviter de les tacher lors des repas. Les bavoirs existent dans de nombreux modèles, coloris, tailles et matériels : coton, coton éponge, coton ciré, plastique etc. Les bavoirs se fixent au moyen de deux liens, un velcro ou un bouton pression. Certains modèles de bavoirs possèdent une poche réceptacle sur la partie avant afin de récupérer la nourriture.
Le bavoir est aussi appelé bavette dans certains départements français. La bavette est le mot utilisé au Québec et en Suisse.